# Qondesa
Qondesa es un edificio en construcción ubicado en el sector de La Carolina, en el centro financiero de Quito, Ecuador. Se proyecta como el edificio residencial más alto de Quito, con 36 pisos y 140 metros y un diseño distintivo de fachada curva y vegetal. El proyecto está siendo desarrollado por Uribe Schwarzkopf y fue diseñado por la reconocida firma de arquitectura MAD Architects, con sede en Pekín, siendo su primer proyecto en América Latina.

## Historia
Qondesa fue anunciado en 2022 como parte de una nueva etapa de verticalización en Quito, en una zona estratégica junto al Parque La Carolina. La obra responde a una visión de ciudad más densa, sostenible y conectada. Al momento de su lanzamiento, destacó por tratarse de la primera incursión en América Latina del estudio chino MAD Architects, conocido por su enfoque futurista y orgánico.
El edificio ha sido concebido para integrarse armónicamente con el entorno natural, ofreciendo vistas panorámicas del parque y de los volcanes que rodean la capital ecuatoriana.

## Diseño
El diseño de Qondesa se caracteriza por su silueta ondulante y una fachada inspirada en formas naturales. Las curvas orgánicas del edificio evocan montañas y vegetación, incorporando balcones con jardineras y terrazas verdes. El uso de materiales reflectivos y elementos vegetales busca reducir el impacto ambiental y mejorar el confort térmico.
MAD Architects plantea una arquitectura futurista que rompe con el diseño tradicional de torres rectilíneas, apostando por un diálogo visual entre la naturaleza y lo urbano. El diseño incorpora iluminación natural abundante, ventilación cruzada y orientación estratégica para optimizar el rendimiento energético.

## Construcción y sostenibilidad
Qondesa ha sido concebido bajo principios de sostenibilidad y eficiencia energética. Cuenta con certificación preliminar EDGE y está diseñado para reducir el consumo de energía, agua y materiales mediante estrategias pasivas y activas, como el uso de iluminación LED, grifería eficiente y materiales reciclables.
La estructura del edificio es de concreto armado con núcleo central, permitiendo una mayor resistencia sísmica, adaptada al contexto geográfico de Quito. El proceso constructivo también prioriza la reducción de residuos y el uso de proveedores locales.

## Relevancia urbana
Qondesa no solo destaca por su altura y diseño, sino por su ubicación estratégica junto a uno de los espacios públicos más importantes de Quito. Se espera que actúe como catalizador del desarrollo urbano sostenible y del crecimiento vertical ordenado, integrando espacios privados y públicos en una misma lógica urbana.